# Hồ Văn Cống
Hồ Văn Cống (1912–1943) hay Hai Cống, là nhà cách mạng Việt Nam, từng đảm nhiệm vai trò Bí thư Tỉnh ủy Thủ Dầu Một của Đảng Cộng sản Đông Dương.

## Thân thế
Ông sinh năm 1912 trong một gia đình nông dân ở xã Tân Phước Khánh, huyện Lái Thiêu, tỉnh Thủ Dầu Một, nay là phường Tân Phước Khánh, thành phố Tân Uyên, tỉnh Bình Dương.
Vào thập niên 20, ông đến Sài Gòn để làm ăn sinh sống, cũng tham gia tổ chức Thanh niên Cao vọng của Nguyễn An Ninh. Khi trở về quê hương Lái Thiêu, ông gia nhập cơ sở thanh niên của Tân Việt Đảng do Tô Trọng Mân đứng đầu.
Năm 1929, ông cùng với khoảng 10 người khác, trong đó có Nguyễn Văn Tiết, Đinh Văn Sáng,... thành lập Hội kín cộng sản ở Bình Nhâm (thuộc Lái Thiêu, nay thuộc thành phố Thuận An), đồng thời tổ chức tuyên truyền Chủ nghĩa Marx – Lenin, phát triển lực lượng. Đến nửa cuối năm 1929, Chi ủy Tân Việt cùng các hội viên Hội Việt Nam Cách mạng Thanh niên hoạt động ở Đề-pô xe lửa Dĩ An đã hoạt động tích cực, bám rễ vào bộ phận dân chúng trong vùng.

## Hoạt động cách mạng
Tháng 2 năm 1930, Đảng Cộng sản Việt Nam (từ tháng 10 là Đảng Cộng sản Đông Dương) ra đời. Cùng tháng, Tân Việt gia nhập Đảng Cộng sản Việt Nam. Từ tháng 3, ông cùng các đồng chí đã vận động người dân Bình Nhâm hưởng ứng các cuộc đấu tranh của công nhân đồn điền cao su Phú Riềng và công nhân Đề-pô xe lửa Dĩ An. Từ đó, các cuộc đấu tranh của nông dân, thợ thủ công bùng nổ và lan rộng.
Tháng 8 năm 1930, Chi bộ Đảng Cộng sản Việt Nam xã Bình Nhâm được thành lập, gồm 6 thành viên: Bí thư Trương Văn Phèn (Ba Phèn), Hồ Văn Cống (Hai Cống), Nguyễn Văn Tiết (Sáu Tiết), Nguyễn Văn Lộng (Tự Chùa), Nguyễn Văn Nâu (Sáu Nâu), Đinh Văn Sáng (Tám Sáng). Cùng với các đồng chí trong chi bộ, ông đã vận động thành lập Hội Nông dân đỏ và Hội Tương tế ở các lò chén, lò đường, trại mộc trên địa bàn. Dưới sự lãnh đạo của chi bộ, phong trào đấu tranh của nông dân, thợ thủ công, công nhân các làng Bình Nhâm, An Sơn, An Thạnh liên tục phát triển, với đỉnh cao là cuộc bãi công của 30 cơ sở lò gốm, kéo dài từ ngày 29 tháng 9 đến 2 tháng 10 năm 1935. Cuộc bãi công đã quy tụ hơn 1 vạn người tham gia, đặt ra yêu sách đồi giới chủ phải trả đủ số tiền lương đã giao khoán cho thợ gốm, công nhân nam, nữ, trẻ em cả người Việt lẫn người Hoa. Thắng lợi của cuộc bãi công khiến tờ báo La Dépêche phải nhận xét: Đây là lần thứ nhất mà cuộc bãi công quan trọng thế này đã xảy ra. Đó là dấu hiệu của thời buổi. E rằng nhiều chức nghiệp khác sẽ noi gương của công nhân lò gốm.
Cuối năm 1935, Xứ ủy viên Trương Văn Nhâm được Xứ ủy Nam Kỳ điều về Thủ Dầu Một để tổ chức Tỉnh ủy. Tháng 2 năm 1936, Ban Chấp hành Tỉnh ủy lâm thời Thủ Dầu Một được thành lập, gồm 2 ủy viên do Xứ ủy tăng cường (Trương Văn Nhâm, Nguyễn Thị Bảy) và 3 ủy viên địa phương (Hồ Văn Cống,...) do Trương Văn Nhâm làm Bí thư.
Tháng 7 năm 1936, Tỉnh ủy lâm thời tỉnh Thủ Dầu Một quyết định chuyển hình thức đấu tranh sang hình thức tổ chức công khai, hợp pháp và nửa hợp pháp. Đến cuối năm, Đảng bộ tỉnh Thủ Dầu Một phát triển lớn mạnh, lên tới hơn 30 đảng viên với nhiều hình thức sinh hoạt đảng. Cuối năm 1936, Hồ Văn Cống tìm đến vùng Chánh Nghĩa - Phú Cường, nơi tập trung đông công nhân làm việc trong các lò chén, thành lập và phát triển chi bộ Đảng, Hội Ái hữu ở đây. Cũng trong thời gian này, Trương Văn Nhâm được Xứ ủy điều động làm Bí thư Thành ủy Sài Gòn - Chợ Lớn, ông được bầu làm Bí thư Tỉnh ủy lâm thời thay thế. Tháng 1 năm 1937, Ban Chấp hành Đảng bộ tỉnh Thủ Dầu Một được công nhận chính thức với Hồ Văn Cống làm Bí thư Tỉnh ủy.
Tháng 4 năm 1937, Tỉnh ủy Thủ Dầu Một xuất bản tờ Tranh đấu với Hồ Văn Cống là một trong những cây bút chính. Đến tháng 4 năm 1939, trong hội nghị mở rộng của Tỉnh ủy, ông đã định hướng tăng cường công tác công vận ở các đồn điền phía bắc, cùng với Nguyễn Văn Tiết xây dựng được nhiều cơ sở ở đồn điền Thuận Lợi và Quản Lợi.
Tháng 7 năm 1940, nhận được chủ trương khởi nghĩa của Xứ ủy Nam Kỳ, Ban khởi nghĩa tỉnh Thủ Dầu Một được thành lập do ông làm Trưởng ban. Ngày 23 tháng 11, Ban khởi nghĩa đã tổ chức quần chúng nổi dậy và chiến đấu trong 8 ngày đêm (đến 30 tháng 11) ở ba quận Lái Thiêu, Châu Thành, Bến Cát. Người dân các làng Thuận Giao, An Sơn, An Thạnh, Bình Hòa, Bình Nhâm, Tân Thới,... tổ chức mít tinh ủng hộ khởi nghĩa. Biểu tượng lá cờ đỏ sao vàng tung bay ở Thuận Giao. Truyền đơn, khẩu hiệu cũng được dán ở nhiều nơi.
Cuộc khởi nghĩa thất bại, ông rút về Dầu Tiếng ẩn náu. Sau Tết Nguyên Đán năm 1941, ông bị thực dân Pháp bắt và kết án 5 năm tù. Ông bị lưu đày ra Côn Đảo và mất ở đây vào năm 1943.

## Vinh danh
Tên của ông được đặt cho một con đường ở phường Tương Bình Hiệp, thành phố Thủ Dầu Một, tỉnh Bình Dương.
6 thành viên đầu tiên của Chi bộ xã Bình Nhâm, trong đó có ông Hồ Văn Cống, được thờ trong khuôn viên đền Bình Nhâm (xưa thuộc thị trấn Lái Thiêu).